# Andy Narell

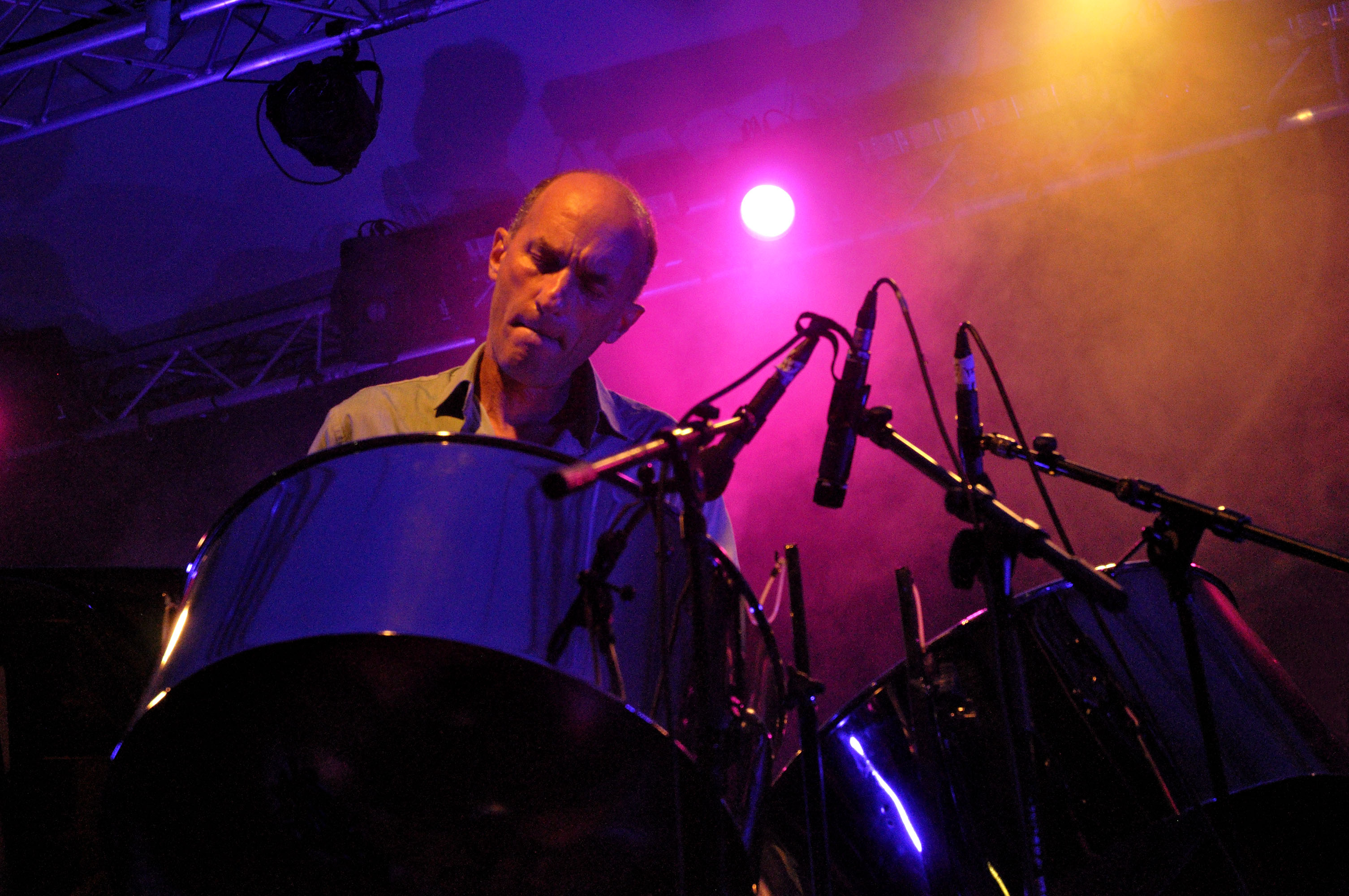
Andy Narell (2009)

Andy Narell (* 18. März 1954 in New York City) ist ein US-amerikanischer Jazzmusiker (Pianist, Schlagzeuger, Bandleader). Er führte die Steel Pan in den Jazz ein.

## Leben
Narell wuchs in New York auf und kam, angeregt durch seinen Vater, der dort ein Sozialprogramm für Straßenkinder leitete und in dessen Rahmen ein Karibikprojekt organisierte, zu den Steeldrums. Als Jugendlicher vertiefte er seine Kenntnisse autodidaktisch; später nahm er auch Unterricht. 1966 lernte er anlässlich einer Reise nach Trinidad den Instrumentenbauer Elliot Mannette kennen, bei dem er Unterricht nahm. Dieser wurde von Narells Vater nach New York eingeladen.
Andy Narell studierte an der University of California, Berkeley Klavier und schloss diese Ausbildung 1973 ab. Er trat ab 1984 mit dem Quintett von Darol Anger und Barbara Higbie (Montreux) auf und war bis 1987 auch an den Alben dieser Band beteiligt. Nach Versuchen, mit Steelbands Fusionjazz zu spielen, begründete er 1978 sowohl seine erste Band als auch die eigene Produktionsfirma Hip Pocket, die 1980 sein Debüt-Album veröffentlichte; dort spielte er Steel Pan. 1995 wurde er neben Paquito D’Rivera und Dave Samuels Leiter des Caribbean Jazz Project, mit dem er durch die USA, Europa und die Karibik tourte. Daneben betätigte er sich als Komponist und schrieb Musik für das Panorama in Trinidad sowie Soundtracks für Filme. Auch wirkte er an Aufnahmen von Manhattan Transfer und den Pointer Sisters ebenso mit wie bei Aretha Franklin, Narada Michael Walden, Bruce Forman, John Patitucci, Jimmy Haslip, Marcus Miller, Richie Cole, Toto, den Flecktones, Anthony Joseph oder Steve Erquiaga.
1999 trat Narell vor mehr als 60.000 Besuchern bei einem Open-Air-Konzert des Andy Narell Jazz Club in Johannesburg, Südafrika auf. Im Jahr 2000 unternahm er eine ausgedehnte Südafrika-Tournee, bei der er mit einheimischen Musikern wie dem Gitarristen Louis Mhlanga, dem Keyboarder Andile Yenana, dem Schlagzeuger Rob Watson und dem Perkussionisten Basi Mahlasela auftrat.
Andy Narell gilt als weltweit bekanntester Steelpanspieler. Er lebt und arbeitet in Paris.

## Diskographie

### Solo/mit Gastmusikern und Gruppen
- Hidden Treasure (1979)
- Stickman (Windham Hill Records, 1981)
- Light in Your Eyes (Windham Hill Records, 1983)
- Slow Motion (Windham Hill Records, 1985)
- The Hammer (Windham Hill Records, 1987)
- Little Secrets (Windham Hill Records, 1989)
- Down the Road (Windham Hill Records, 1992)
- The Long Time Band (Windham Hill Records, 1995)
- Behind the Bridge (Heads Up, 1998)
- Fire in the Engine Room (Heads Up, 2000)
- Live in South Africa (Heads Up, 2001)
- The Passage (Heads Up, 2004)
- Tatoom (Heads Up, 2007)
- University of Calypso (2009)

### Mit dem Caribbean Jazz Project
- The Caribbean Jazz Project (Heads Up, 1995)
- Island Stories (Heads Up, 1997)

### Mit Sakésho
- Sakésho (Heads Up, 2002)
- We Want You to Say... (Heads Up, 2005)

## Lexikalischer Eintrag
- Martin Kunzler: Jazz-Lexikon. Band 2: M–Z (= rororo-Sachbuch. Bd. 16513). 2. Auflage. Rowohlt, Reinbek bei Hamburg 2004, ISBN 3-499-16513-9.